# Conceição (Faro)
Conceição é uma localidade portuguesa do Município de Faro que foi sede da extinta Freguesia de Conceição, freguesia que tinha 21,81 km² de área e 4 524 habitantes (2011), e, por isso, uma densidade populacional de 207,4 hab/km².
A Freguesia de Conceição foi extinta em 2013, no âmbito de uma reforma administrativa nacional, para, em conjunto com a Freguesia de Estoi, formar uma nova freguesia denominada União das Freguesias de Conceição e Estoi da qual é a sede.
Encontra-se situada no centro do Município de Faro, a norte da cidade. O povoamento desta localidade tem origens muito remotas. No entanto as referências documentais mais antigas a Conceição de Faro são dos finais da Idade Média, início do século XVI quando a povoação foi elevada à qualidade de sede de freguesia.
Em finais do século XIX, princípios do século XX, a povoação conheceu uma nova fase da sua existência, com o desenvolvimento de propriedades agrícolas de certa dimensão e importância, cujas noras que ainda existem são testemunha.

## Brasão de Armas
A ordenação dos símbolos heráldicos, são de autoria do GEPHA Gabinete de Estudos e Projectos de Heráldica Administrativa.

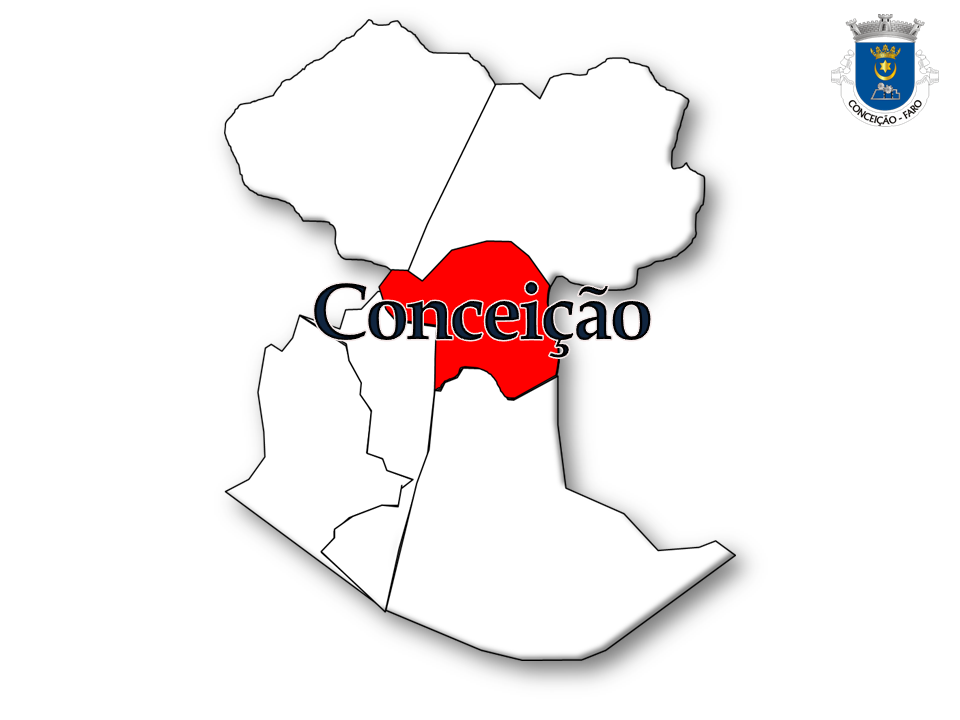
Localização da Freguesia de Conceição no Município de Faro

## População
| População da freguesia de Conceição | População da freguesia de Conceição | População da freguesia de Conceição | População da freguesia de Conceição | População da freguesia de Conceição | População da freguesia de Conceição | População da freguesia de Conceição | População da freguesia de Conceição | População da freguesia de Conceição | População da freguesia de Conceição | População da freguesia de Conceição | População da freguesia de Conceição | População da freguesia de Conceição | População da freguesia de Conceição | População da freguesia de Conceição |
| ----------------------------------- | ----------------------------------- | ----------------------------------- | ----------------------------------- | ----------------------------------- | ----------------------------------- | ----------------------------------- | ----------------------------------- | ----------------------------------- | ----------------------------------- | ----------------------------------- | ----------------------------------- | ----------------------------------- | ----------------------------------- | ----------------------------------- |
| 1864                                | 1878                                | 1890                                | 1900                                | 1911                                | 1920                                | 1930                                | 1940                                | 1950                                | 1960                                | 1970                                | 1981                                | 1991                                | 2001                                | 2011                                |
| 965                                 | 1 144                               | 1 326                               | 1 596                               | 1 800                               | 1 931                               | 1 856                               | 2 120                               | 2 376                               | 2 441                               | 2 518                               | 3 128                               | 3 662                               | 3 751                               | 4 524                               |

## Património
- Igreja de Nossa Senhora da Conceição